# Cleomenini
Cleomenini (лат.) — триба жуков-усачей из подсемейства настоящих усачей (Cerambycinae). Встречаются в Афротропике, Юго-восточной Азии и Австралии.

## Описание
Тело удлиненное, мелкого размера, длина менее 10 мм. Глаза в основном почковидные, цельные (не полностью разделены на верхнюю и нижнюю доли). Усики в основном нитевидные, невооруженные; усики 11-члениковые, длинные, заходят за кончик брюшка. Переднеспинка в целом удлиненная (заметно длиннее ширины); боковые края переднеспинки невооруженные, без отчетливых шипов и бугорков. Вершины надкрылий без отчетливых шипов. Задние бёдра обычно заметно длиннее передних.

## Классификация
Триба включает 23 рода и около 200 видов. В составе трибы:
- Apiogaster Perroud, 1825
- Artimpaza Thomson, 1864 (=Mimistena Pascoe, 1866; Cleomenida Schwarzer, 1925; Falsodebilia Pic, 1918)[8]
- Brachysarthron Thomson, 1864
- Camelocerambyx Pic, 1922
- Cleomenes Thomson, 1864
- Dere White, 1855
- Diplothorax Gressitt & Rondon, 1970
- Dymorphocosmisoma Pic, 1918 (или в Rhopalophorini)
- Eodalis Pascoe, 1869
- Epianthe Pascoe, 1866
- Eucilmus Fairmaire, 1901
- Fehmii Özdikmen, 2006 (для замены Damiria  Fairmaire, 1900, омонима Damiria Keller, 1891 из Porifera)[9]
  - Fehmii perrieri  (Fairmaire, 1900)
- Hexarrhopala Gahan, 1890
- Iridoclava Bjørnstad, 2014
  - Iridoclava congolensis Bjørnstad, 2014[10]
- Isosaphanus Hintz, 1913 (в Methiini или Xystrocerini)
  - Isosaphanus ferranti Hintz, 1913
- Kurarua Gressitt, 1936
- Mydasta Pascoe, 1866
- Nida Pascoe, 1869
- Nidella Gressitt & Rondon, 1970
- Ochimus Thomson, 1860
- Paramimistena Fisher, 1940
- Procleomenes Gressitt & Rondon, 1970
- Sestyra Pascoe, 1866 (или в Sestyrini)
- Sophron Newman, 1842
- Zoocosmius Fåhraeus, 1872
- Zosterius Thomson, 1864

Часть родов из Неотропики перенесены в другие трибы: Dihammaphora, Haenkea Tippmann, 1953 (в Rhopalophorini).